# Luis Mayanés
Luis Lindorfo Mayanés Contreras (15 de gener de 1925) és un exfutbolista xilè.

## Selecció de Xile
Va formar part de l'equip xilè a la Copa del Món de 1950.